# Maxwell Holt
Maxwell Holt est un joueur américain de volley-ball né le 12 mars 1987 à Cincinnati (Ohio). Il mesure 2,05 m et joue central. Il totalise 73 sélections en équipe des États-Unis.

## Clubs
| Club               | De        | À         |
| ------------------ | --------- | --------- |
| Blu Volley Vérone  | 2009-2010 | 2009-2010 |
| Pallavolo Piacenza | 2010-2011 | 2012-2013 |
| Dinamo Moscou      | 2013-2014 | ...       |

## Palmarès

### Club et équipe nationale
- Ligue mondiale (1)
  - Vainqueur : 2012
- Championnat d'Amérique du Nord (1)
  - Vainqueur : 2013
  - Finaliste : 2011
- Coupe panaméricaine (1)
  - Vainqueur : 2009
- Championnat d'Amérique du Nord des moins de 19 ans
  - Finaliste : 2006
- Challenge Cup (1)
  - Vainqueur : 2013
- Championnat d'Italie
  - Finaliste : 2013

### Distinctions individuelles
- Meilleur contreur du Championnat d'Amérique du Nord des moins de 19 ans 2006